# 林源 (明朝)
林源（14世紀—15世紀），字仁本，福建福州府長樂縣沙堤人，明朝政治人物。

## 生平
林源是洪武二十年（1387年）丁卯科應天鄉試舉人，永樂元年（1403年）授餘杭知縣，興辦當地學校，修繕大成殿，建築明倫堂，增廣生員，朔望勸講，生徒無不感勵，縣內多人中舉，賦役均平，催科不擾，上級巡縣時詢及官員是否賢能，總以「公勤廉敏」稱讚他，三年考滿入覲，以用治最恩例復職，前餘杭訓導、少詹事鄒濟為此慶賀。

## 引用
1. 1 2  民國《（福建）長樂縣志·卷二十四·列傳四》：林源，字仁本，沙堤人，洪武二十年中應天鄉試，永樂初知餘杭縣，興學課士科目得人為盛，均賦役，緩催科，凡部使行縣詢林令，莫不以「公勤廉敏」稱云。 乾隆賀志
2. ↑  民國《（福建）長樂縣志·卷十四·選舉上》：鄉科……（洪武）二十年 丁卯科 馮伏榜……林源 傳見循績
3. ↑  民國《餘杭縣志·卷二十一·名宦傳》：林源，字仁本，福建長樂人，永樂元年知餘杭縣，首興學校，修大成殿，造明倫堂，增廣生員，朔望勸講，生徒咸知感勵，故邑中科目得人為盛，賦役均平，催科不擾，凡部使者行縣詢吏賢否，至林令皆以「公勤廉敏」四字為對，明初重久任，凡內外官皆以三年考覈三考為滿，源再考入覲銓曹，用治最恩例復職，邑少詹事鄒公濟在朝，為文寵其行，且以朝廷委寄得良牧，而吾邑尹久於其任，能永惠餘民為慶云，今祀名宦。 舊縣志